# Рообука (остановочный пункт)
Ро́обука (эст. Roobuka raudteepeatus) — остановочный пункт в двухстах метрах от жилых домов деревни Рообука и посёлка Аэспа на линии Таллин — Рапла — Вильянди/Пярну. Находится на расстоянии 26 км от Балтийского вокзала.
На остановке расположен один низкий перрон. На остановке останавливаются все (за исключением скорых) пассажирские поезда юго-западного направления. С Балтийского вокзала в Рообука поезд идёт 34−36 минут.